# Solenopsis papuana
Solenopsis papuana é uma espécie de formiga do gênero Solenopsis, pertencente à subfamília Myrmicinae.